# Mal (langue)
Pour les articles homonymes, voir MAL.
Le mal, encore appelé ht’in, khatin, t’in, thin ou tin, est une langue môn khmer parlée au Laos et en Thaïlande. « Mal » ou « madl » sont les noms que s'attribuent les locuteurs, alors que « t’in », « thin » ou « tin » sont des exonymes employés en Thaïlande pour les désigner. 
Au nombre total de 26 700, ses locuteurs sont 23 200 au Laos (1995) et 3 500 en Thaïlande (1982).
Au Laos, ils vivent dans le district de Phiang de la province de Xaignabouli, à l'ouest du Mékong. En Thaïlande, ils vivent dans la vallée de la zone frontalière avec le Laos, dans l'est du district de Pua et de Chiang Kam, dans la province de Nan. 

## Classification
Le mal appartient au sous-groupe khmuique du groupe Nord de la branche môn-khmer des langues austroasiatiques.